# Felosa-de-bonelli

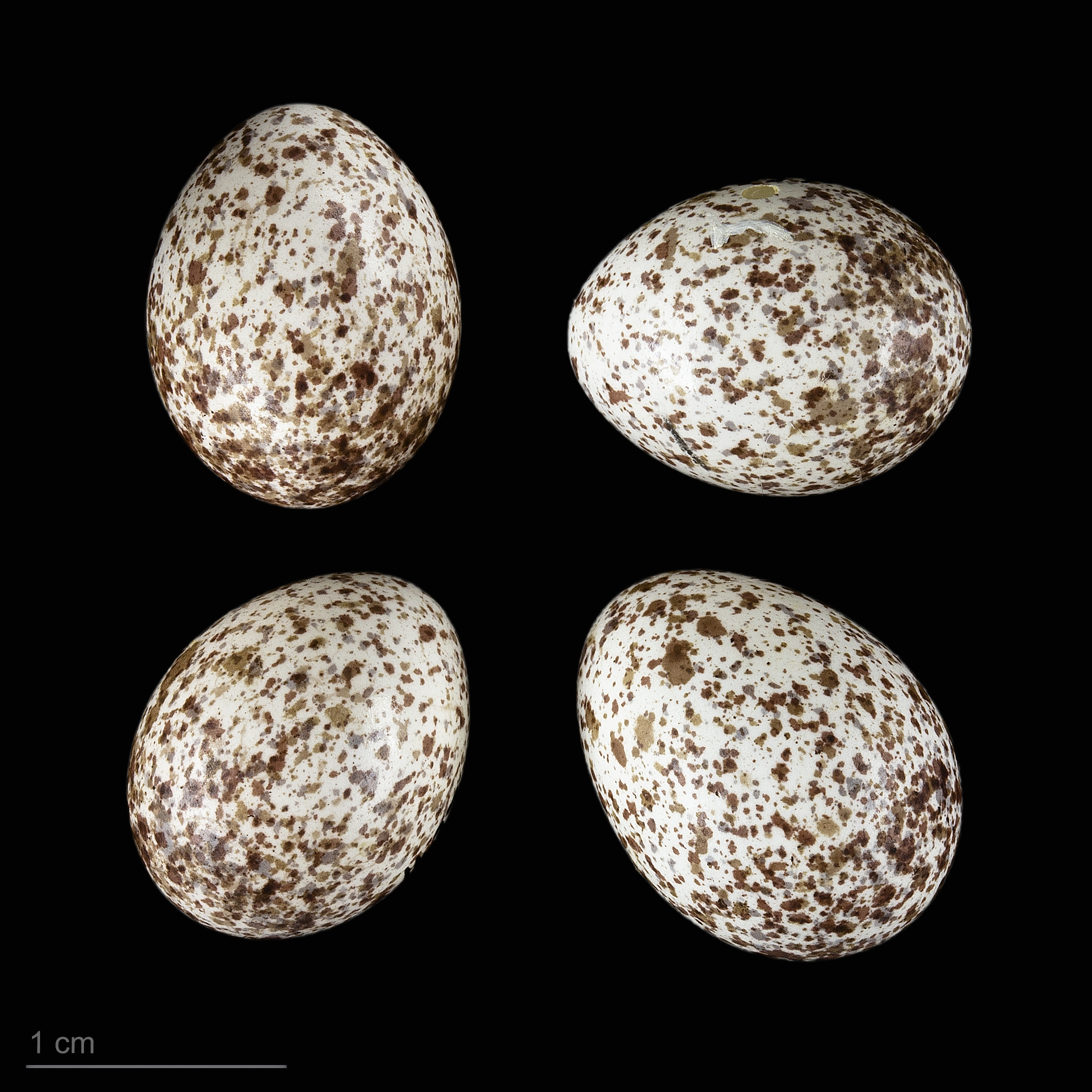
Phylloscopus bonelli - MHNT

A felosa-de-bonelli (Phylloscopus bonelli) é uma ave da família Phylloscopidae.
Tem cerca de 11,5 cm de comprimento e o seu aspecto é semelhante ao da felosa-comum, da qual se distingue pelos tons mais acinzentados da plumagem.

## Subespécies
A espécie é monotípica (não são reconhecidas subespécies).

## Habitat
É uma espécie florestal, que aprecia sobretudo carvalhais e montados de sobro, com sub-bosque. Estival, chega em Abril e parte em Agosto ou Setembro, passando o Inverno em África.